# قشلاق یوسفلو (خداآفرین)
قشلاق یوسفلو یکی از روستاهای استان آذربایجان شرقی است که در دهستان گرمادوز غربی بخش گرمادوز شهرستان خداآفرین واقع شده‌است.